# Мекеле
Мекеле је 2008. имао 201.528 становника. Народ Тигриња чини 96,5% становништва, народ Амхара 1,59%. Највећи део становништва (91,31%) припада етиопској православној вероисповести, док је муслимана 7,66%. 
На северу града је палата цара Јоханеса IV са краја 19. века.
Пре 10 година, Мекеле је имао 123.334 становника. Од тада се број становника повећао за 78.194. Последњих година број становника у граду брзо расте због великог наталитета у Етиопији.
Мекеле (тиг. መቐለ;амх.: መቀሌ) је град на северу Етиопије, главни град региона Тиграј. Град се налази на надморској висини од 2060 m и удаљен је 780 километара од Адис Абебе.